# Weißbarthäherling

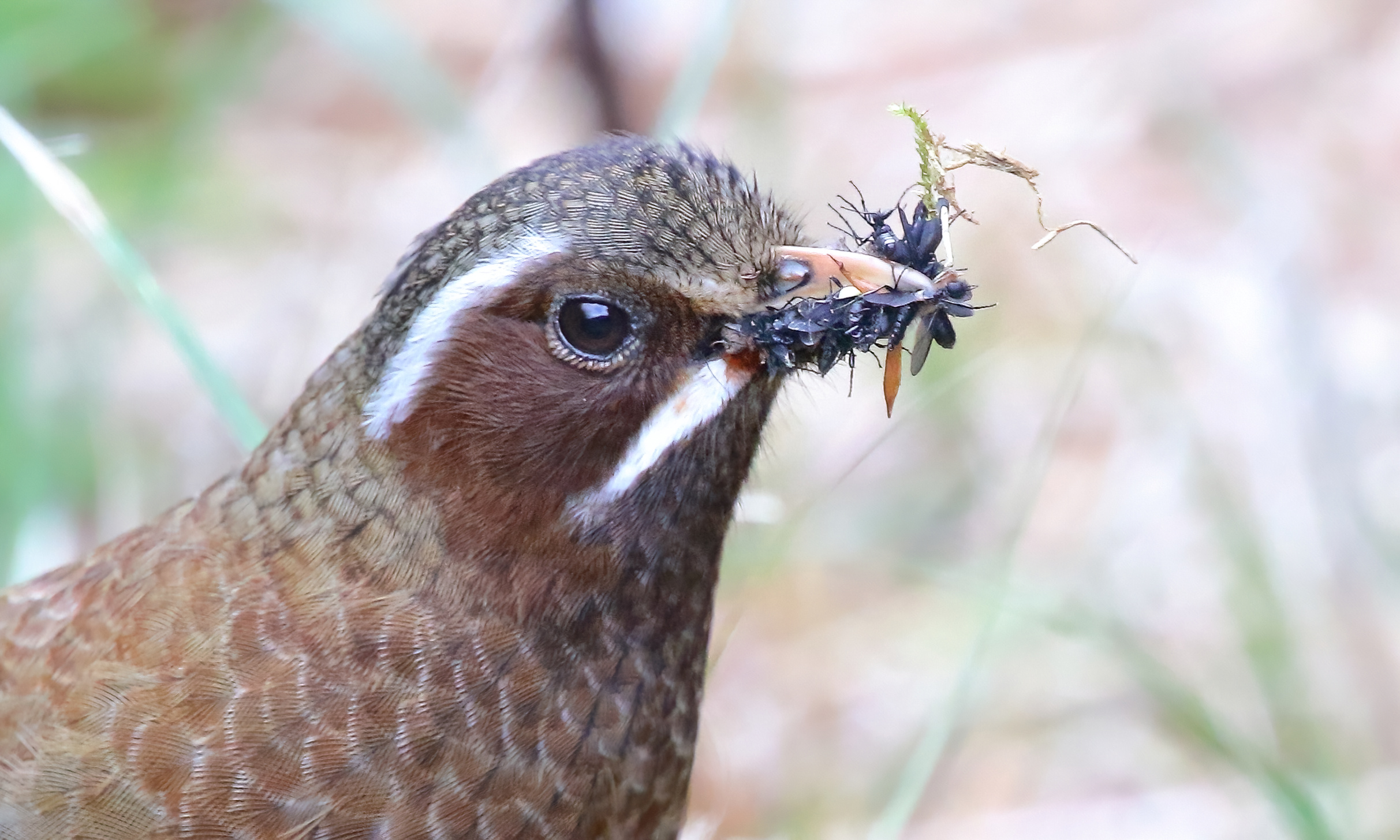
Detailansicht des Kopfes

Der Weißbarthäherling (Trochalopteron morrisonianum) ist ein endemisch auf Taiwan vorkommender Singvogel aus der Familie der Häherlinge (Leiothrichidae).

## Merkmale
Der Weißbarthäherling erreicht eine Körperlänge von ca. 28 Zentimetern. Zwischen den Geschlechtern besteht kein Sexualdimorphismus. Der Oberkopf hat eine graubraune Farbe, die Wangen sind rotbraun. Auffallend sind die weißen Überaugen- und Unteraugenstreifen. Ober und Unterseite einschließlich der Armschwingen sind rötlich graubraun bis kastanienbraun. Die Handschwingen sowie die Schwanzfedern haben am Ansatz eine gelbliche Farbe, die am Ende in ein graublau ausläuft. Der Schnabel ist hellrot, die Iris schwarz, Beine und Füße haben eine hellrote Farbe.
Der Schwarzscheitelhäherling (Trochalopteron affine) unterscheidet sich durch die schwarzen Wangen sowie die in Flecke aufgelösten Überaugen- und Unteraugenstreifen. Die Art kommt außerdem auf Taiwan nicht vor.

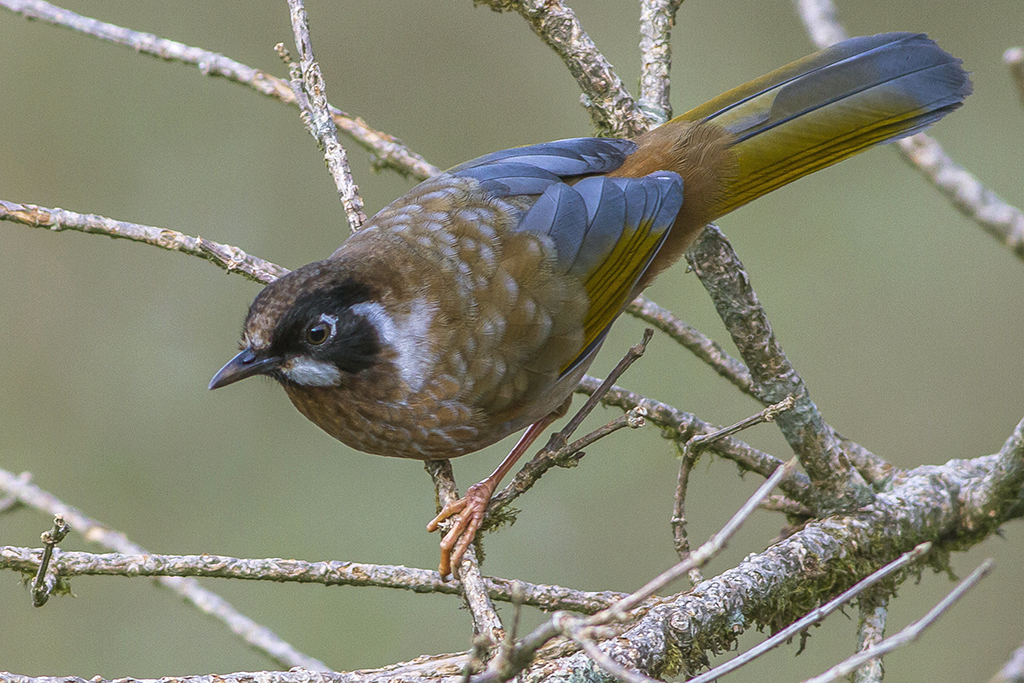
Schwarzscheitelhäherling
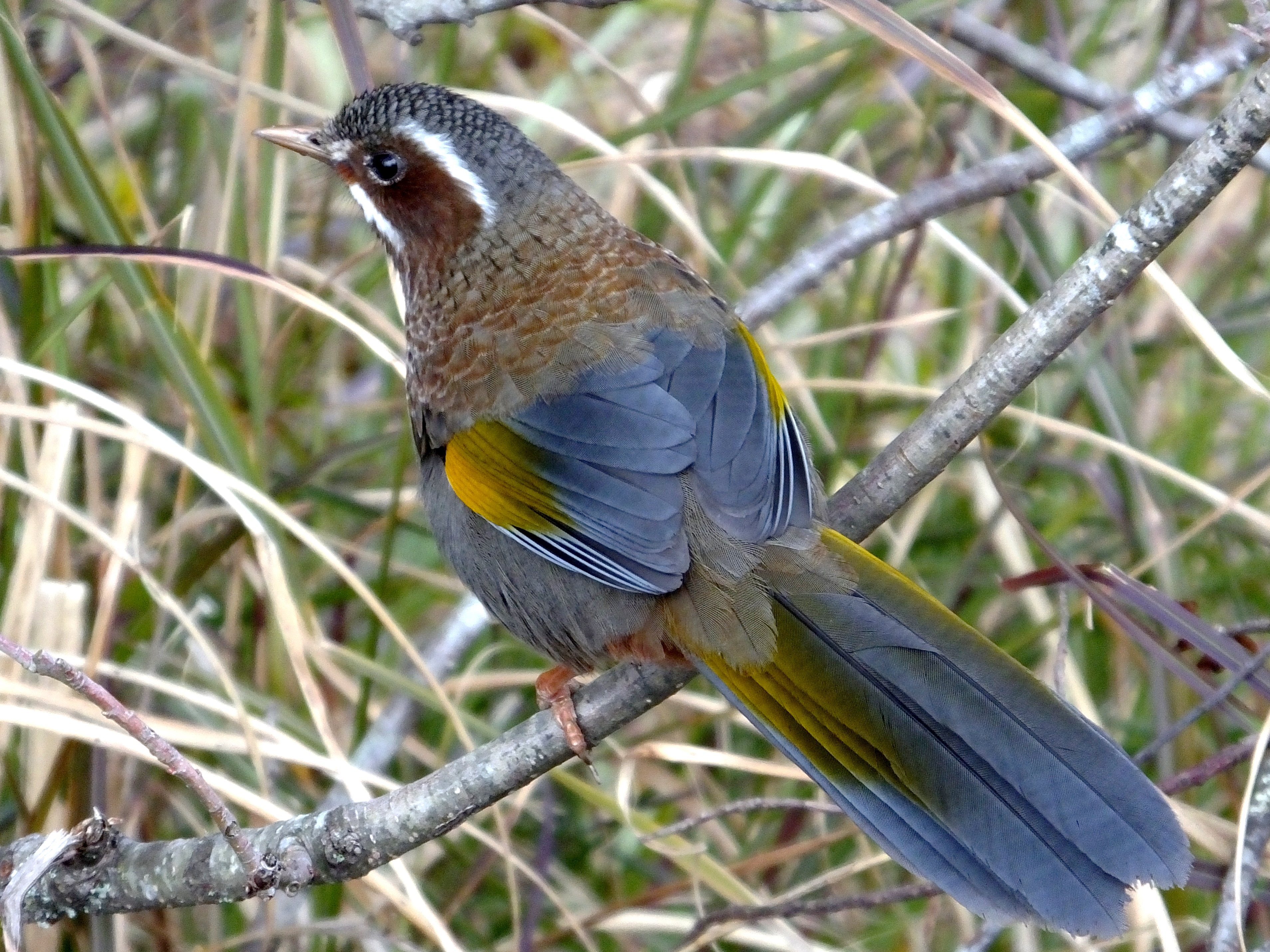
Weißbarthäherling

## Verbreitung und Lebensraum
Der Weißbarthäherling kommt ausschließlich auf Taiwan vor. Seine bevorzugten Lebensräume sind lichte Mischwälder sowie Wiesen- und Gebüschlandschaften. Die Vögel halten sich in Höhenlagen zwischen 1000 und 3400 Metern auf.

## Lebensweise
Weißbarthäherlinge sind meist paarweise oder in Gruppen zu beobachten, wobei sie durch laute Rufe untereinander Kontakt halten. Sie sind nicht sehr scheu und suchen zuweilen an Straßenrändern und Wegen nach Futter, wobei sie sich von  Fahrzeugen kaum stören lassen. Sie ernähren sich sowohl von tierischer als auch von pflanzlicher Kost.
Der Weißbarthäherling ist in seinen Vorkommensgebieten nicht selten und wird demzufolge von der Weltnaturschutzorganisation IUCN als „least concern = nicht gefährdet“ geführt.